# HAT-P-34 b
HAT-P-34 b est une exoplanète orbitant autour de l'étoile HAT-P-34 (ru) située à 838 al du Soleil. Sa découverte date de 2012 par la méthode des transits.